# قية قشلاق
قية قشلاق هي قرية في مقاطعة ورزقان، إيران. عدد سكان هذه القرية هو 65 في سنة 2006.